# تواشیح
تواشیح از نظر واژگانی یعنی زینت و آرایش. تواشیح جمع کلمهٔ توشیح است یا وشاح، و موشحات جمع کلمهٔ مُوَشح که از ریشهٔ وشح به‌معنای آراستن است. آمده است که:
مبارزان عرب در گذشته، آلات رزم چون زره و غلاف‌های
شمشیرهایشان را که آراسته یا مرصع به نگین‌های رنگارنگ بود،
مُوَشَّح می‌نامیدند و بعضی گفته‌اند: به همین دلیل
به نوعی شعر که از نظر وزن، مضمون و محتوا، شادتر و جذاب‌تر
از اشعار دیگر است، مُوَشَّح گفته می‌شود.
از بزرگان تواشیح در جهان اسلام میتوان به امیر حسین معمار‌باشی ملقب به بلبل تواشیح نام برد.

## در کاربرد و اصطلاح عام
تواشیح گونه‌ای آواز دینی است که موضوعات اشعار آن یا دعا است یا در مدح و نعت پیامبر اسلام و اهل‌بیت پیامبر هستند. زبان آن معمولاً عربی است و اغلب بدون همراهی ساز موسیقی است. تواشیح دارای تک‌خوان است و گروهی وی را همراهی می‌کنند که به آنان بطانه می‌گویند. این آواز دینی مملو از هنرهای زیبای تنغیمی است و عموماً آهنگین است.
تواشیح خود دارای اسلوب و روش خاصی است که آن را از اناشید، مدائح، ابتهال، مناجات، دعا، قوالی، مولودخوانی و مداحی متمایز می‌کند.

## تعریف
تواشیح گونه‌ای از هنر موسیقایی دینی است که از ترکیب دو مقولهٔ شعر و موسیقی تشکیل شده‌است.
بر همین اساس، می‌توان برای تعریف تواشیح از دو جنبه موضوع را بررسی کرد:
1. تواشیح از جنبهٔ نغمه‌ها و موسیقی
2. تواشیح از جنبهٔ شعر و ادبیات

## تواشیح در ایران
تاریخچه تواشیح و ابتهال‌خوانی در ایران چندان دیرپا نیست و شاید از اوایل انقلاب با تلاش‌های ایرج قیم که از استادان فن بودند و در مصر تحصیل کرده بودند، تواشیح وارد ایران شد. اصالت تواشیح منطبق بر ملودی و سبک‌های ایرانی است. بیش از ۹۰ درصد دستگاه‌ها و ملودی‌هایی که در عربی مورد استفاده قرار می‌گیرد ایرانی هستند. تنها مقامی که در زبان عربی داریم مقام حجاز است که آن هم معادل همایون است. اما اصالت تواشیح منطبق بر ملودی‌ها و سبک‌های ایرانی است اما تفاوت‌های حسی و حالی وجود دارد.

## گروه‌های تواشیح در ایران
گروه تواشیح بین المللی رضوان قزوین ، گروه تواشیح بین المللی محراب،گروه تواشیح بین‌المللی مسک،گروه تواشیح و همخوانی ملکوت(اصفهان) گروه تواشیح بین المللی سیدالاحرار همدان، گروه تواشیح ندای وحدت،
گروه تواشیح و هم‌سرایی بین‌المللی هدی بقیة الله تهران، طارق تبریز، باقرالعلوم آبادان، الغدیر تهران، انصارالحسین خوی، میعاد قم، سبحان مشکین شهر، مشکات اصفهان،محراب تهران، شمیم بهشت، معراج النبی بابل، بنی فاطمه، طاها، العباد آبادان، آل یاسین عین دو، السبطین، الثقلین،الانوار اهواز